# Rozumivka, Iahotîn
Rozumivka (în ucraineană Розумівка) este un sat în comuna Raikivșciîna din raionul Iahotîn, regiunea Kiev, Ucraina.

## Demografie
Componența lingvistică a localității Rozumivka
     Ucraineană (100%)
Conform recensământului din 2001, toată populația localității Rozumivka era vorbitoare de ucraineană (100%).